# Dua Lipa
Dua Lipa (Londra, 22 agosto 1995) è una cantante e compositrice britannica di etnia kosovaro-albanese.
Formatasi culturalmente e musicalmente tra Londra e Pristina, si fece conoscere intorno ai 14 anni con cover di brani noti diffuse tramite YouTube.
Esordì sul mercato nel 2015 per Warner Records con il singolo Be the One, successivamente inserito nel suo primo album Dua Lipa da cui furono tratti altri due singoli di successo, New Rules (2017) e IDGAF (2018).
Analogo successo ottenne un altro brano di tale album, One Kiss, frutto di una collaborazione con il disc jockey Calvin Harris e in vetta alle classifiche nel 2018. Future Nostalgia, suo secondo album in studio pubblicato a fine marzo 2020, dopo una sola settimana raggiunse la prima posizione della classifica britannica degli album, trainato dai singoli Don't Start Now, Physical, Break My Heart e Levitating.
Nel corso della sua carriera si è aggiudicata diversi riconoscimenti musicali, tra i più importanti dei quali figurano tre Grammy, sei BRIT Award, due American Music Award, due MTV Europe Music Award e un MTV Video Music Award.
Oltre all'impegno musicale, Lipa è attiva anche nel settore della moda: è testimonial dal 2017 della casa di moda italiana Patrizia Pepe e dal 2019 di quella anglo-spagnola Pepe Jeans.
Dua Lipa non ha mai mancato di citare le sue radici di albanese del Kosovo come parte fondante della propria cultura: alla sua cittadinanza britannica si affiancano quelle albanese da novembre 2022 e kosovara da agosto 2025.

## Biografia

Firma di Dua Lipa

Dua Lipa è nata il 22 agosto 1995 da genitori di etnia albanese, Dukagjin Lipa e Anesa Rexha, emigrati nel 1992 da Priština - nell'allora provincia jugoslava del Kosovo - e stabilitisi nel quartiere londinese di Hampstead.
Dukagjin Lipa, figlio dello storico Seit Lipa, prima di intraprendere la carriera di dirigente aziendale era un musicista rock la cui esperienza ebbe un importante ruolo nell'affinamento dell'orecchio musicale di sua figlia.
Durante l'infanzia Dua Lipa frequentò part-time l'istituto d'arte drammatica Sylvia Young Theatre School.
Grazie a suo padre crebbe ascoltando David Bowie, Bob Dylan e i Police, anche se la prima artista di cui acquistò un album fu la canadese Nelly Furtado.
Seguì nel 2006 la famiglia che si trasferì per lavoro a Pristina, dove frequentò la scuola privata Mileniumi i Tretë.
A 14 anni iniziò a pubblicare su YouTube cover di brani dei suoi artisti preferiti come la citata Nelly Furtado, P!nk e Christina Aguilera. Da adolescente non amava molto il suo nome, che ha radici nel sostantivo albanese che significa «amore», anche se in seguito imparò progressivamente ad accettarlo e infine apprezzarlo perché le risparmiava la ricerca di un nome d'arte.
Nel 2010 tornò a Londra, approfittando del trasferimento per studio in Gran Bretagna della figlia di amici di famiglia, cui fu affidata, con il proposito di trovare la propria strada nell'industria musicale.
Intraprese studi alla Parliament Hill School e una volta a settimana, il sabato, aveva ripreso a frequentare la Sylvia Young Theatre School.
A 16 anni trovò lavoro come modella, attività che mantenne fino a quando le fu chiesto di perdere peso per andare in passerella, cosa che lei si rifiutò di fare perché non le interessavano le sfilate ma solo l'opportunità di conoscere persone nell'ambiente dello spettacolo.
Nel 2012 pubblicò il suo primo demo su SoundCloud,  Lions& Tigers & Bears e un anno più tardi fu scelta dallo staff di Simon Cowell per girare lo spot di lancio di X Factor UK 2013, nel quale si esibiva a cappella in Lost in Music delle Sister Sledge.

### Stile e influenze
Tra gli artisti che hanno influenzato il suo stile musicale Dua Lipa cita Prince, gli OutKast, Gwen Stefani e i suoi No Doubt nonché Lady Gaga, Pink e Katy Perry.
Il suo genere musicale è sostanzialmente pop, benché essa stessa lo definisca «dark pop».
La stampa di settore ne cataloga lo stile anche come dance pop, synth pop, contemporary R&B, dream pop e pop alternativo.
La sua voce si contraddistingue per uno «spiccato, rauco registro basso» ‒ che lei stessa ritiene adatto per la cifra malinconica delle sue composizioni, molte delle quali «ispirate dalla tristezza» ‒ e il tono «sensuale».
Riguardo, infine, il suo processo creativo, in un'intervista ad Harper's Bazaar Dua Lipa dichiarò di non essere abituata a ripetersi e che di massima le sue composizioni originano da una situazione o da un verso sulle quali costruire una storia, che spesso ha attinenza con le sue vicende personali ma narrate come se riferite a una terza persona.

### L'album eponimo e la fama

L'artista nel 2016

Ad agosto 2015, dopo essere stata messa sotto contratto con Warner Records, pubblicò il promozionale New Love prodotto da Emile Haynie e Andrew Wyatt, prologo del primo singolo che uscì due mesi più tardi, Be the One, che attirò fin da subito l'attenzione delle radio tedesche per poi diffondersi nel resto d'Europa e arrivare primo in classifica in Belgio, Polonia e Slovacchia oltre a classificarsi nella top 10 in oltre undici Paesi d'Europa.
Anche in Australia e Nuova Zelanda il brano ottenne piazzamenti di rilievo, rispettivamente 6º e 20º.
In patria Be the One stentò a decollare: iniziò infatti a scalare la Official Singles Chart solo più di un anno dopo la pubblicazione, a fine 2016, e raggiunse la 9ª posizione a febbraio 2017.
Il 30 novembre 2015 fu tra le partecipanti al concorso della BBC Sound of 2016.
A gennaio 2016 intraprese la sua prima tournée britannica e nell'autunno di quello stesso anno ne fu organizzata un'altra, Hotter Than Hell Tour, che comprese anche date nel continente in Irlanda, Belgio, Germania, Danimarca e Italia.
Il 18 febbraio 2016 uscì il secondo singolo, Last Dance, cui il 6 maggio seguì Hotter than Hell, divenuto un successo sia in patria (15ª posizione) che in gran parte d'Europa.
Il 26 agosto Blow Your Mind (Mwah), quarto singolo dell'artista, raggiunse la 30ª posizione nel Regno Unito, ma di converso fu il suo primo a entrare nella Billboard Hot 100 statunitense, della quale raggiunse la 72ª posizione il 5 novembre 2016.
A novembre 2016 Dua Lipa fu anche artista d'apertura nelle tappe nordamericane del tour del cantante australiano Troye Sivan e collaborò nel singolo di Sean Paul No Lie, brano che raggiunse la decima posizione nel Regno Unito.
La rivista statunitense di cultura moderna The Fader produsse nel dicembre successivo un documentario sull'artista, dal titolo See in Blue.
Un'ulteriore collaborazione vide la luce a gennaio 2017, Scared to Be Lonely insieme al DJ Martin Garrix, brano che raggiunse in patria la 14ª posizione e a cui fece seguito ad aprile il quinto singolo di Dua Lipa, Lost in Your Light, eseguito insieme all'ispanoamericano Miguel, che non superò l'86ª posizione delle classifiche britanniche.

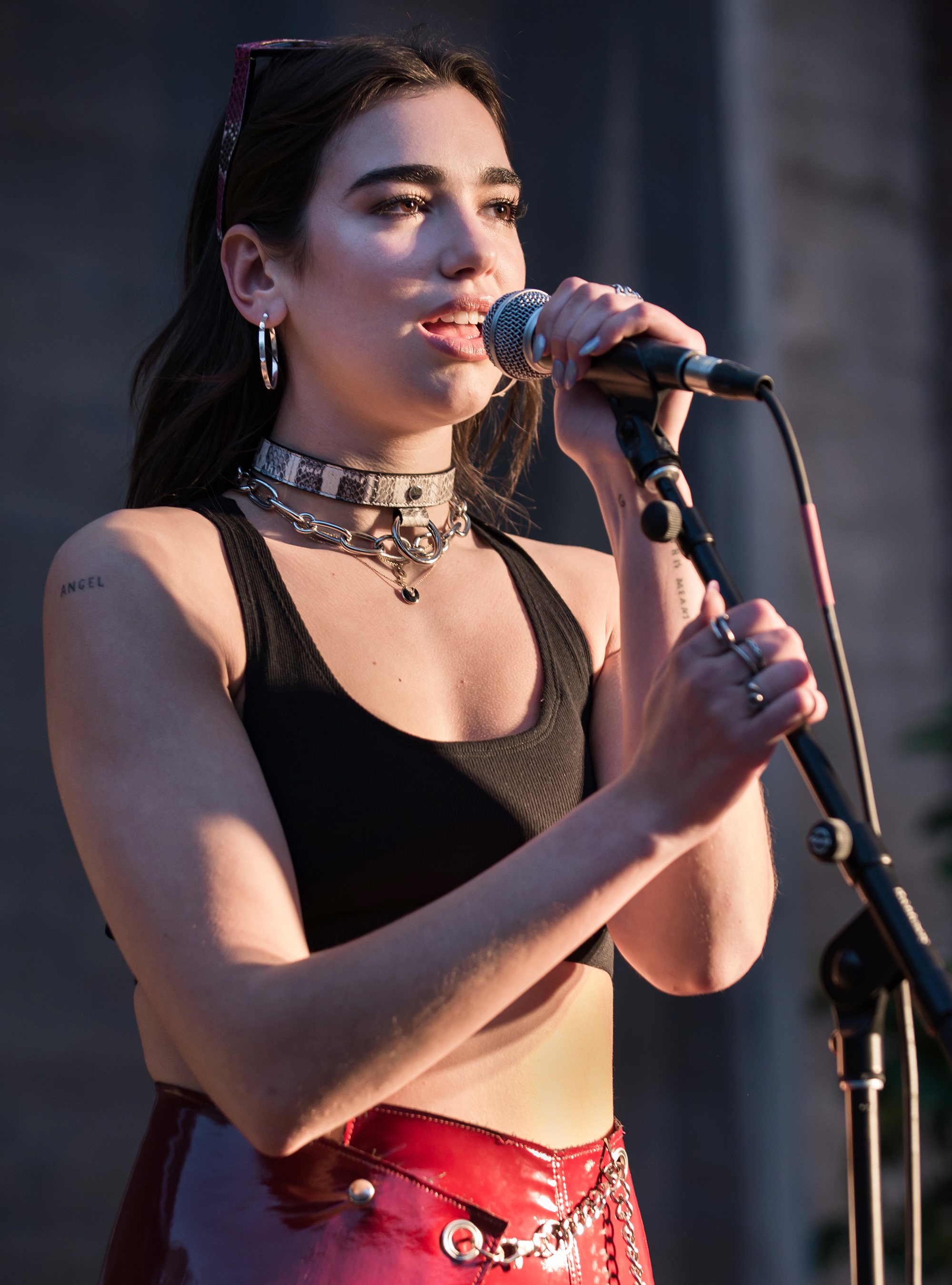
In concerto nel 2017

Il 2 giugno 2017 fu la data d'uscita del suo album eponimo di debutto e un mese dopo il suo sesto singolo, New Rules, divenne il suo primo nº 1 nel Regno Unito e, più in generale, il secondo singolo di un'artista femminile a raggiungere tale posizione due anni dopo Hello di Adele; New Rules conobbe anche un discreto successo internazionale, raggiungendo il secondo posto in Australia, il sesto negli Stati Uniti e il settimo in Canada.
L'uscita di Dua Lipa era stato anticipata da un mini-tour europeo partito in aprile a Milano.
Una sua estemporanea esibizione dal vivo al festival di Glastonbury del 2017 si tradusse in una delle maggiori affluenze di quell'edizione di manifestazione; un'altra sua esibizione, in tale occasione televisiva, fu a ottobre alla BBC nello spettacolo Later... with Jools Holland; a dicembre risultò l'artista femminile con più streaming su Spotify in tutto il 2017 oltre ad avere concluso l'anno con quattro brani nella Top Ten britannica: oltre infatti ai tre citati Be the One, New Rules e No Lie, infatti, Dua Lipa compartecipò con altri artisti alla scalata al primo posto in classifica della cover di Bridge over Troubled Water, brano del 1970 di Simon & Garfunkel reinciso sotto la produzione di Simon Cowell a scopo di beneficenza per le vittime dell'incendio della Grenfell Tower a Londra.
A novembre fu ospite della seconda serata di X Factor 11 Italia, ricevette a Londra il premio MTV Europa come miglior rivelazione e, a seguire, fu artista d'apertura in tre tappe sudamericane dell'A Head Full of Dreams Tour dei Coldplay, a San Paolo e Porto Alegre (Brasile) e La Plata (Argentina).
Fuori dall'ambito musicale, il 2017 segnò l'inizio della collaborazione con il marchio di moda italiano Patrizia Pepe della cui collezione autunno/inverno 2017-18 fu testimonial; in occasione del suo primo spot pubblicitario per la maison, ambientato a New York, interpretò una cover di Bang Bang, successo degli anni sessanta di Cher e Sonny Bono.
Nel gennaio 2018 ricevette cinque nomination ai BRIT Award, record di quell'edizione nonché primato assoluto di candidature per artisti di sesso femminile; nella serata di assegnazione dei premi, tenutasi il 21 febbraio successivo all'O2 Arena di Londra durante la quale si produsse in un'esibizione, ricevette i riconoscimenti quale miglior artista solista e miglior rivelazione femminile.
Il prosieguo dell'anno fu caratterizzato da un'ulteriore serie di collaborazioni con altri artisti: MNEK scrisse insieme a lei IDGAF pubblicato a inizio anno come settimo singolo estratto dall'album Dua Lipa; insieme al DJ statunitense Whethan incise a febbraio High, parte della colonna sonora del film Cinquanta sfumature di rosso.
Ancora, ad aprile, Dua Lipa pubblicò in collaborazione con Calvin Harris One Kiss, ottavo singolo della cantante nonché secondo a raggiungere la vetta delle classifiche britanniche.
Il 26 maggio Dua Lipa si esibì allo stadio olimpico di Kiev, in Ucraina, nella cerimonia d'apertura della finale di Champions League 2017-18.
In luglio fu al festival belga Tomorrowland con un'esibizione on-stage di 45 minuti e, il 16 settembre, fu in scena insieme a Martin Garrix nello spettacolo d'apertura del G.P. di Singapore di Formula 1.
Il 19 ottobre uscì la ristampa del suo album d'esordio con il titolo Dua Lipa (Complete Edition), comprensiva di tre nuovi brani, tra cui un'ennesima collaborazione, Kiss and Make Up, con l'all-female group sudcoreano Blackpink; una settimana più tardi fu pubblicato l'album Sì del cantante italiano Andrea Bocelli, in cui compare un duetto con Dua Lipa, If Only.
A novembre si aggiudicò per il secondo anno consecutivo un premio di MTV Europa, nell'occasione per il migliore artista pop dell'anno.

### Future Nostalgia

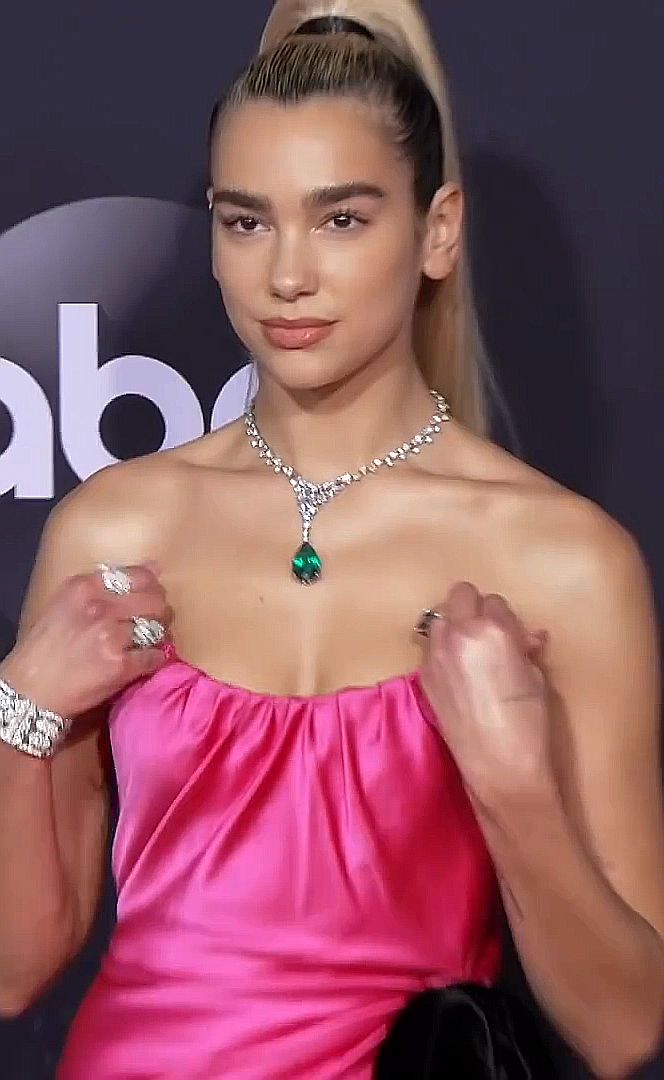
Dua Lipa all'American Music Awards 2019

Nel corso della 61ª edizione dei Grammy, tenutasi a febbraio 2019, Dua Lipa fu premiata come miglior artista esordiente e per la miglior registrazione dance per il singolo Electricity, realizzato in collaborazione con Silk City.
In quello stesso periodo divenne testimonial del gruppo di moda anglo-spagnolo Pepe Jeans, solo omonimo di quello con cui aveva iniziato a collaborare due anni prima e, nel settembre successivo, prestò il proprio volto e voce all'auto elettrica I-PACE prodotta da Jaguar.
A novembre uscì Don't Start Now, primo dei singoli facenti parte dell'imminente secondo album in studio, Future Nostalgia.
Il brano entrò al numero 2 della Pop Chart di Billboard e a febbraio 2020 finì in testa alla classifica.
Per fine anno, il 13 dicembre, uscì anche il singolo omonimo Future Nostalgia, in occasione del quale furono annunciate le date del relativo tour promozionale in programma per la primavera/estate 2020 in Europa ma mai tenutosi per via delle restrizioni agli spostamenti imposte dalla pandemia di COVID-19.
Il 31 gennaio 2020 uscì il secondo singolo del nuovo album, Physical, in classifica nel Regno Unito per 24 settimane durante le quali giunse fino al terzo posto, e negli Stati Uniti per 2 settimane con il sessantesimo posto quale miglior piazzamento.
A febbraio fu di nuovo in Italia, ospite della penultima serata del 70º Festival di Sanremo.
Future Nostalgia, originariamente in uscita a inizio aprile 2020, trapelò in rete circa due settimane prima.
A seguito di tale fuga di materiale, Dua Lipa decise di anticiparne la pubblicazione al 27 marzo nella speranza, da lei stessa espressa, di «portare un po' di sorriso e felicità» al pubblico preoccupato per l'incipiente pandemia di COVID-19.
Future Nostalgia divenne il suo primo nº 1 della classifica degli album nonché il primo Top Ten della Billboard 200, nella quale si assestò alla quarta posizione.
Due giorni prima dell'album la cantante aveva pubblicato il terzo singolo da esso tratto, Break My Heart, che debuttò alla 6ª posizione nel Regno Unito e alla 21ª negli Stati Uniti.
A fine luglio 2020 fu pubblicato anche il quarto singolo tratto da Future Nostalgia, Hallucinate, per 12 settimane nelle classifiche britanniche con picco alla 31ª posizione e, una settimana più tardi, un'altra collaborazione, Un dia, con J Balvin, Bad Bunny e Tainy, per Polydor, che fu in classifica per 4 settimane raggiungendo la 72ª posizione.
A fine agosto fu pubblicato l'album di remix Club Future Nostalgia, anticipato due settimane prima dal remix di Levitating, progetto in comune con Madonna e Missy Elliott e prodotto dalla DJ The Blessed Madonna (al secolo Marea Stamper).
Dopo un secondo remix di Levitating insieme al rapper statunitense DaBaby, il 30 ottobre pubblicò l'inedito Fever in coppia con la belga Angèle.
Entrambi i citati brani figurano come tracce bonus nell'edizione digitale di Future Nostalgia.
A fine 2020 tre singoli di Dua Lipa (Don't Start Now, Physical e Break My Heart) risultavano avere raggiunto nello stesso anno solare la Top Ten del Regno Unito: l'ultima cantante britannica prima di lei a conseguire tale risultato fu Vera Lynn nel 1952.
Del 2021 sono, altresì, il premio Lo Nuestro al miglior crossover anglo-spagnolo ‒ per Un día (One Day) in collaborazione con J Balvin, Bad Bunny e Tainy ‒ nonché il Grammy al miglior album vocale per Future Nostalgia e due BRIT Award, uno, ancora, per l'album citato e l'altro alla migliore artista femminile britannica.
A giugno 2021, con quasi un anno d'anticipo sul suo inizio e in contemporanea all'uscita di Love Again, ottavo singolo estratto da Future Nostalgia, fu possibile annunciare il Future Nostalgia Tour – all'epoca rinviato per la pandemia – esteso, rispetto al programma originale, al pubblico nord- e sudamericano e oceaniano.
Il 13 agosto successivo, in collaborazione con Elton John, fu pubblicato Cold Heart, terzo singolo dell'artista a primeggiare la classifica del Regno Unito.
Del febbraio 2022 è, inoltre, l'affermazione nei BRIT Award come miglior artista pop/R&B, di poco posteriore all'annuncio della preparazione del suo terzo album in studio.
Future Nostalgia Tour, conclusosi con un concerto gratuito a Tirana a fine novembre 2022, ha registrato un'affluenza di 1310777 spettatori paganti per un incasso lordo pari a 101205059 $.
Già testimonial della collezione autunno/inverno 2021 Versace, alla settimana della moda di Milano del settembre 2021 sfilò per la stessa casa di moda, debuttando quindi anche come modella in passerella.

### Radical Optimism

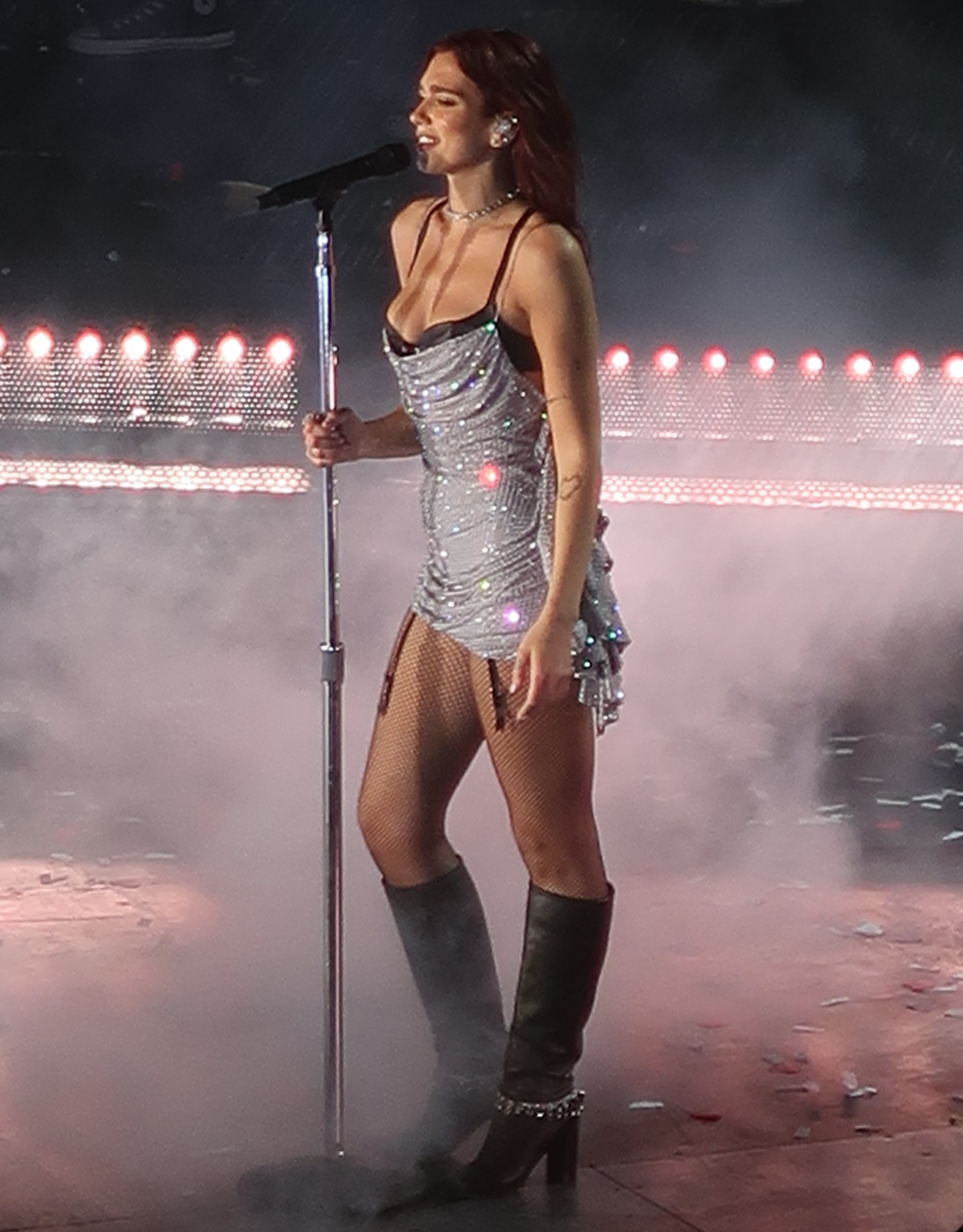
Dua Lipa in scena a Nîmes nell'estate 2024

A maggio 2023 uscì Dance the Night, quarto singolo di Dua Lipa alla vetta delle classifiche nel Regno Unito, nonché quinto nella Top Ten degli Stati Uniti.
Il brano figura come seconda traccia della colonna sonora del film Barbie, che vede l'artista nel cast interpretare il ruolo di Barbie Sirena; a tale debutto cinematografico ha fatto seguito nel 2024 la presenza nel film Argylle - La super spia.
Dell'estate 2023 è altresì l'annuncio della pubblicazione del terzo album di inediti di Dua Lipa; il primo singolo estratto da tale nuovo lavoro è Houdini, uscito a novembre ed eseguito per la prima volta dal vivo a Los Angeles il 5 febbraio 2024 alla cerimonia dei premi Grammy insieme all'anteprima di Training Season, altro brano dello stesso album ancora inedito come singolo e pubblicato il 16 febbraio successivo.
Tra l'annuncio a marzo 2024 e l'uscita, nel maggio successivo, dell'album Radical Optimism, vi fu la pubblicazione di un terzo singolo tratto dal nuovo lavoro dell'artista, Illusion, disponibile dal 12 aprile.
Sul piano della critica musicale, il debutto di Radical Optimism incontrò un buon riscontro.
Riguardo a quello commerciale, invece, l'album esordì al vertice di dodici classifiche europee incluso il Regno Unito, mentre non salì più in alto del secondo posto negli Stati Uniti, Australia, Nuova Zelanda e Italia.
L'album fu promosso a partire dall'estate successiva con eventi in varie parti d'Europa tra cui quattro concerti in anfiteatri di Germania, Croazia e Francia e la partecipazione dell'artista a Glastonsbury, Open'er Festival, Mad Cool e Rock Werchter.
Dopo un concerto a ottobre all'Albert Hall di Londra per la BBC in cui si è esibita anche in duetto con Elton John, Dua Lipa ha avviato la tournée di promozione dell'album, intitolata Radical Optimism Tour e partita a novembre da Singapore.

## Vita privata
Dua Lipa è legata sentimentalmente dal 2024 all'attore inglese Callum Turner.
Nonostante da sempre bilingue, Dua Lipa ha raccontato di avere imparato a leggere e scrivere l'albanese più tardi dell'inglese, e di aver perfezionato la padronanza della lingua dei suoi genitori una volta a scuola a Pristina.
Dua Lipa ha sempre menzionato le proprie origini di albanese kosovara come parte integrante della propria cultura.
Ad agosto 2022 fu insignita della carica di ambasciatrice onoraria da parte della presidente kosovara Vjosa Osmani e tre mesi più tardi ricevette a Tirana la cittadinanza dell'Albania, concessa per meriti artistici dal presidente del Paese Bajram Begaj.
Analogo riconoscimento ha altresì ottenuto dal Kosovo il 1º agosto 2025, da parte della citata Osmani.

## Politica e attivismo

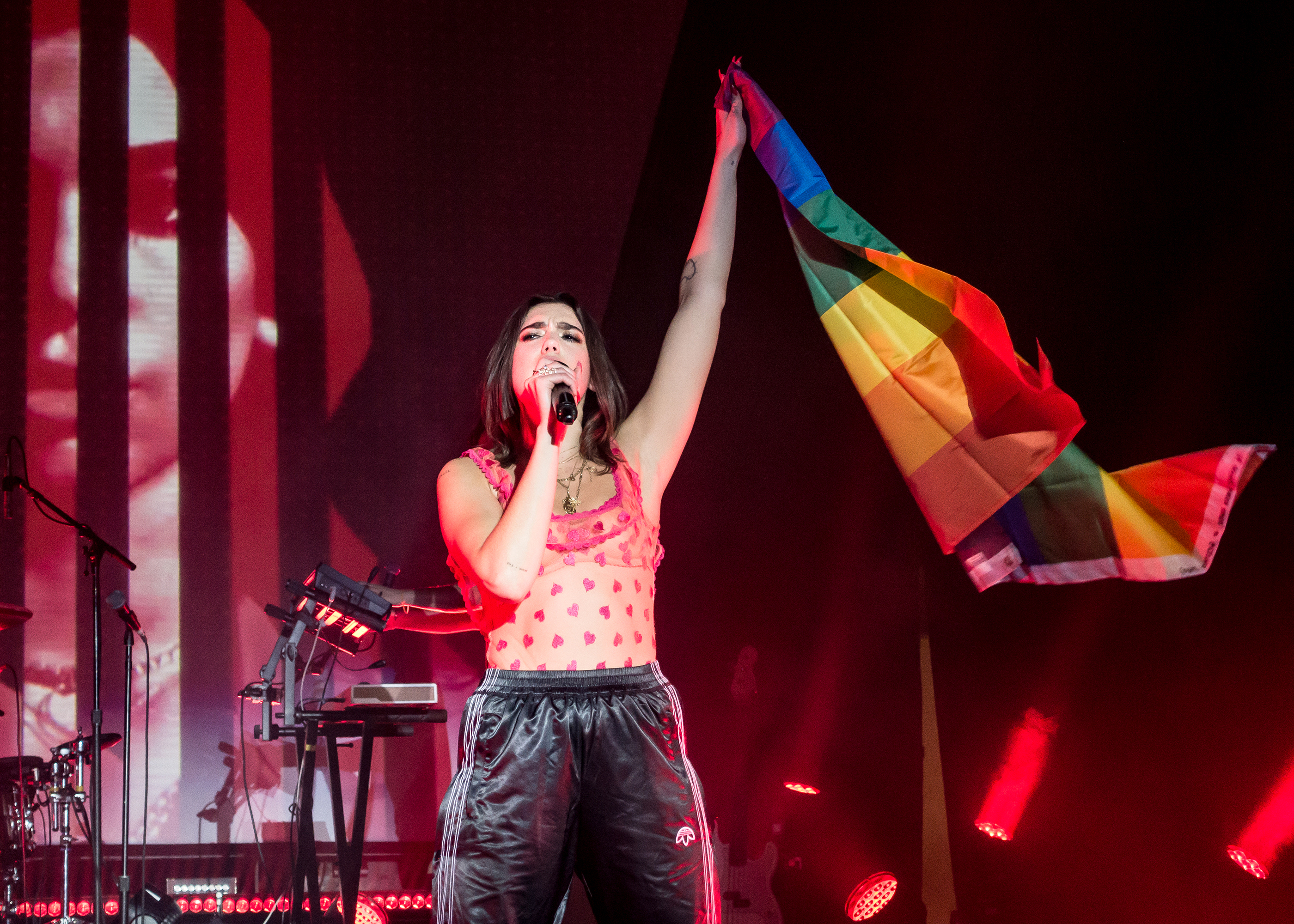
Dua Lipa a Los Angeles nel 2018 mostra la bandiera LGBTQ+ durante un'esibizione

Dua Lipa dichiara di aver votato contro l'uscita del Regno Unito dall'Unione europea in occasione del referendum sulla Brexit del 2016.
Insieme a suo padre è fondatrice di Sunny Hill Foundation, associazione di beneficenza in sostegno dei cittadini del Kosovo, che nelle sue intenzioni è destinata a fornire ai giovani artisti senza possibilità economiche un luogo dove esercitarsi (sale prove, palestre di danza, etc); a latere di tale iniziativa figura anche il Sunny Hill Festival, manifestazione canora che si tiene dal 2018 a Pristina, dal cui sindaco Dua Lipa ricevette le chiavi in segno di riconoscimento per i servizi resi; nelle due edizioni tenutesi al 2021, numerosi sono stati gli ospiti di rilievo del festival, tra cui Miley Cyrus nel 2019.
Già facente parte di un gruppo di artisti esibitisi nel 2018 a un evento organizzato al Teatro Argentina di Roma dall'ambasciata albanese presso la Santa Sede dedicato alla memoria di Scanderbeg, a seguito del sisma albanese del 2019 Dua Lipa e altre celebrità del mondo musicale come Rita Ora e Bebe Rexha, con cui condivide le origini, rivolsero un appello ai fan affinché inviassero donazioni in soccorso dei terremotati rimasti senza sostegno logistico.
Dua Lipa condivise nel luglio 2020 un tweet che associava il termine autochthonous a una mappa irredentista della cosiddetta Albania etnica.
Il messaggio fu letto in chiave nazionalista, e attirò sulla cantante, da parte filo-serba, accuse di «fascismo» e di sostegno all'espansionismo albanese. Il balcanista Florian Bieber, pur convinto che Dua Lipa ignorasse il sottinteso nazionalista della mappa, lo condannò «al pari di ogni altro nazionalismo».
La cantante dovette precisare le proprie intenzioni, in senso non nazionalista ma di promozione dell'orgoglio per le radici etniche e culturali di ognuno.
Nel 2018 la redazione di Billboard scoprì che in un video del 2014 su YouTube, una cover di Smoke, Drink, Break-Up di Mila J, Dua Lipa pronunciava la parola nigga (ovvero «negro», termine offensivo nei confronti degli afroamericani), benché interrotta; l'episodio valse alla cantante accuse di offese razziali, delle quali si scusò via Twitter dichiarando: «Non avrei dovuto dirlo affatto».
Sia pur non ufficialmente schierata in politica, in occasione delle elezioni generali britanniche del 2019 Dua Lipa si espresse in favore del Partito Laburista per la sua maggiore attenzione a temi quali diritti delle persone LGBT, uguaglianza sociale, cambiamento climatico e ambiente pur non mancando di criticare altre politiche laburiste così come quelle dei conservatori.
Benché sia cittadina del Regno Unito, in occasione delle elezioni presidenziali statunitensi del 2020 Dua Lipa espresse sostegno alla candidatura democratica di Bernie Sanders a sfidante ufficiale del presidente in carica Donald Trump; dopo la sconfitta di quest'ultimo a opera di Joe Biden il suo brano Don't Start Now divenne l'inno ufficioso dei manifestanti democratici che festeggiarono la vittoria elettorale per le strade di New York e Los Angeles.

## Discografia
- 2017 – Dua Lipa (Warner Records, 4797455)
- 2020 – Future Nostalgia (Warner Records, 627606)
- 2024 – Radical Optimism (Warner Records, 5054197943386)

## Tournée
- 2016 – 2016 UK Tour
- 2016 – Hotter than Hell Tour
- 2017 – US and Europe Tour
- 2017-18 – The Self-Titled Tour
- 2022 – Future Nostalgia Tour
- 2024-25 - Radical Optimism Tour

## Filmografia

### Cinema
- Barbie, regia di Greta Gerwig (2023)
- Argylle - La super spia, regia di Matthew Vaughn (2024)

### Televisione
- Familja Moderne (2004)
- Sounds Like Friday Night ‒ serie TV, episodio 1×06 (2017)
- X Factor 11 Italia, live 2 (2017)
- Saturday Night Live (2018)
- The Voice of Germany (2019)
- 70º Festival di Sanremo, serata 4 (2020)

## Riconoscimenti
- American Music Award
  - 2020 – Miglior brano pop/rock per Don't Start Now[138]
  - 2022 – Collaborazione dell'anno per Cold Heart (Pnau Remix)
- BRIT Award
  - 2018 – Miglior artista rivelazione britannica[59]
  - 2018 – Miglior artista femminile britannica[59]
  - 2019 – Miglior singolo britannico per One Kiss con Calvin Harris
  - 2021 – Miglior artista femminile britannica[88]
  - 2021 – Miglior album per Future Nostalgia[88]
  - 2022 – Miglior artista pop/R&B[95]
- Grammy Award
  - 2019 – Miglior artista esordiente[3]
  - 2019 – Miglior registrazione dance per Electricity con Silk City
  - 2021 – Miglior album pop vocale per Future Nostalgia[87]
- MTV Europe Music Awards
  - 2017 – Miglior artista rivelazione[55]
  - 2018 – Miglior artista pop[69]
- MTV Video Music Awards
  - 2020 – Migliori effetti speciali per Physical
- Premio Lo Nuestro
  - 2021 – Miglior collaborazione per Un día (One Day) con J Balvin, Bad Bunny e Tainy[86]